# Honnagondanahalli, Sira
Honnagondanahalli là một làng thuộc tehsil Sira, huyện Tumkur, bang Karnataka, Ấn Độ.